# 鹽入站
鹽入站（日语：／ Shioiri eki */?）是位於日本香川縣仲多度郡滿濃町，隸屬於四國旅客鐵道（JR四國）的鐵路車站。車站編號為D16。本站現時只停靠普通列車，並且共提供上、下行各6班服務。

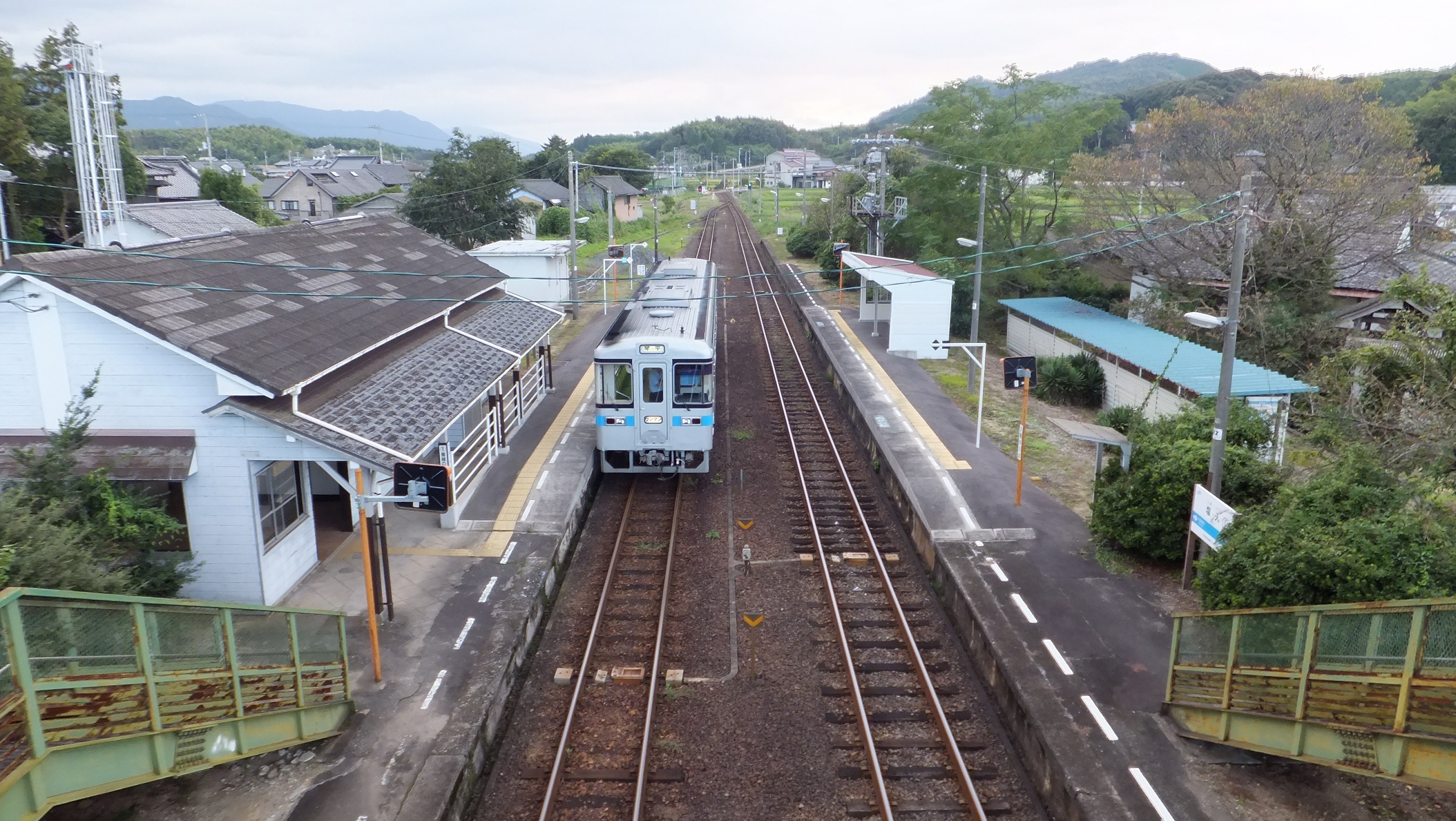
月台（2015年9月）

## 車站結構

### 站房
本站的站房為木造的單層建築，經過翻新及簡單改裝。但由於本站在1970年降為是無人站，現時只開放候車室。最初本站委託附近商店代售車票，但由於業務清閒，代售的商店結業後便變成了完全無人站。

### 月台
設有側式月台2個，近站房側為1號月台，為待線避；2號月台為主線，供特急列車通過時使。往黑川站方向的待避線存在著另一條分岔的側線路軌，是以前貨物車停泊的地方，現時已棄用。
月台上設有以混凝土建成的有蓋候車亭，月台間則透過行人天橋連接。月台有效長度為4卡，但因為對應較新型的氣動車，部份月台位置被加高，因此重新調節停車位置，令長度縮短為3卡。由於班次過於稀疏，現時除了1個班次因上、下行普通列車須進行交匯而要同時使用2個月台，其餘時間普通列車皆只會停靠1號月台。
| 月台 | 路線    | 方向 | 目的地               | 備註                 |
| ---- | ------- | ---- | -------------------- | -------------------- |
| 1    | ■土讚線 | 上行 | 琴平方向             | 普通列車主要使用月台 |
| 1    | ■土讚線 | 下行 | 阿波池田、大步危方向 | 普通列車主要使用月台 |
| 2    | ■土讚線 | 上行 | 多度津方向           | 只限下午1個班次      |

## 歷史
- 1923年5月21日：隨讚岐線延長至讚岐財田站，開業[2]。
- 1970年10月1日：無人化，簡易委託化。
- 1987年4月1日：日本國鐵分割民營化，車站的營運由JR四國繼承。

## 相鄰車站
四國旅客鐵道（JR四國）
■土讚線
琴平（D15）－鹽入（D16）－黑川（D17）

## 外部連結
- 鹽入站官方發車時間表。（页面存档备份，存于）